# Vînnîcikî, Pustomîtî
Vînnîcikî (în ucraineană Виннички) este localitatea de reședință a comunei Vînnîcikî din raionul Pustomîtî, regiunea Liov, Ucraina.

## Demografie
Componența lingvistică a localității Vînnîcikî
     Ucraineană (98,21%)
     Rusă (1,34%)
     Alte limbi (0,15%)
Conform recensământului din 2001, majoritatea populației localității Vînnîcikî era vorbitoare de ucraineană (98,21%), existând în minoritate și vorbitori de rusă (1,34%).